# Louise Trappitt
Louise Trappitt (Dunedin, 15 de octubre de 1985) es una deportista neozelandesa que compitió en remo.
Ganó dos medallas de bronce en el Campeonato Mundial de Remo, en los años 2011 y 2014. Participó en los Juegos Olímpicos de Londres 2012, ocupando el séptimo lugar en la prueba de cuatro scull.

## Palmarés internacional
| Campeonato Mundial | Campeonato Mundial       | Campeonato Mundial | Campeonato Mundial |
| Año                | Lugar                    | Medalla            | Prueba             |
| ------------------ | ------------------------ | ------------------ | ------------------ |
| 2011               | Bled (Eslovenia)         | Medalla de bronce  | Cuatro scull       |
| 2014               | Ámsterdam (Países Bajos) | Medalla de bronce  | Dos sin timonel    |